# مقاتل بن سليمان
أبو الحسن مقاتل بن سليمان البلخي والأزدي بالولاء (نحو 70 هـ - 150هـ / 689 - 767م): من أعلام المفسرين صاحب التفسير المسمى "تفسير مقاتل". أصله من بلخ في خراسان (حالياً في أفغانستان)، وانتقل إلى البصرة، ودخل بغداد فحدث بها، لكن كان متروكا أي كان متروك الحديث. 
يبدو أن مقاتل قدم من بلخ إلى الحجاز في 100 هـ تقريباً، وألتقى بالمفسرين والمحدثين مجاهد بن جبر وعكرمة البربري وكلاهما توفي قبل 105 هـ. وفيه يقول أبو يعلى الخليلي: «محله عند أهل التفسير محل كبير ، وهو واسع ، لكن الحفاظ ضعفوه في الرواية ، وهو قديم معمر».وبذلك يعد مقاتل من القدماء المعمرين من مفسري القرآن، ويرجح بعض الباحثين مولده فيما بين 60 و70 هـ على أقل تقدير.على الأرجح عاد مقاتل بن سليمان إلى بلخ حوالي العام 120 هـ، وكان يدرس كتابه التفسير في المسجد الجامع بمدينته، وكان من العلماء المقدمين لدى والي خرسان نصر بن سيار الكناني
.
لمقاتل عدد من المؤلفات، وصل إلينا أسماء بعضها، وهي: (التفسير، مطبوع) و(نوادر التفسير) و(الرد على القدرية) و(متشابه القرآن) و(الناسخ والمنسوخ) و(القراءات) و( الآيات والمتشابهات) و(التقديم والتأخير) و(الوجوه والنظائر) و(الخمسمائة) و( الجوابات في القرآن) و(الأقسام واللغات).

## الجرح والتعديل

### في العقيدة
نُسب إلى مقاتل بن سليمان المفسر أنه من المشبهة والمرجئة بنص جماعة، منهم: ابن حزم في كتابه «الفصل في الملل والأهواء والنحل» وعدّه الشهرستاني في «الملل والنحل» من رجال المرجئة. وقيل إن الإمام أبا حنيفة النُعمان قال فيه: «أتانا من المشرق رأيان خبيثان: جهم معطل، ومقاتل مشبه». وعده ابن تيمية من المتهمين الذين لا يصح نقل التفسير عنهم، واعتبره ابن حجر العسقلاني من المشبهة المثبتون للصفات فقال عنه في «فتح الباري»: «ورأس المثبتة مقاتل بن سليمان ومن تبعه من الرافضة والكرامية، فإنهم بالغوا في ذلك حتى شبهوا الله تعالى بخلقه، تعالى الله سبحانه عن أقوالهم علواً كبيراً». واعتبره الجويني من غلاة المجسمة فوصفه في «الشامل في أصول الدين» قائلاً: «ثم غلا الجهلة من المجسمة، فمن غلاتهم مقاتل بن سليمان، وداود الخوارزمي، وهشام بن الحكم».
ونقل الأشعري في «مقالات الإسلاميين» أن مقاتل مجسم - أي يجسم الذات الإلهية - واستدرك ابن تيمية: «وأما مقاتل فالله أعلم بحقيقة حاله، والأشعري ينقل هذه المقالات من كتب المعتزلة، وفيهم انحراف على مقاتل بن سليمان، فلعلهم زادوا في النقل عنه، أو نقلوا عنه، أو نقلوا عن غير ثقة، وإلا فما أظنه يصل إلى هذا الحد. وقد قال الشافعي: من أراد التفسير فهو عيال على مقاتل، ومن أراد الفقه فهو عيال على أبي حنيفة. ومقاتل بن سليمان وإن لم يكن ممن يحتج به في الحديث -بخلاف مقاتل بن حيان فإنه ثقة- لكن لا ريب في علمه في التفسير وغيره واطلاعه». وقيل أن له فرقة عُرفت باسمه وهي فرقة المقاتلية. قال المطهر المقدسي في «البدء والتاريخ»: «وأما المقاتلية فهم أصحاب مقاتل بن سليمان، زعم أن الله جسم من الأجسام، لحم ودم، وأنه سبعة أشبار بشبر نفسه».

### في الحديث
مقاتل بن سليمان متروك الحديث بإجماع المحدثين. قال وكيع بن الجراح: «مقاتل بن سليمان كذاب». وقال زكريا الساجي: «كذاب، متروك الحديث». وقال أبو داود: «تركوا حديثه». وقال أبو عبد الرحمن النسائي: «الكذابون المعروفون بوضع الحديث على رسول الله صلى الله عليه وسلم أربعة: إبراهيم بن أبي يحيى بالمدينة، والواقدي ببغداد، ومقاتل بن سليمان بخراسان، ومحمد بن سعيد بالشام».
وقال إبراهيم بن يعقوب الجوزجاني: «مقاتل كان دجّالاً جسوراً». وقال أحمد بن سيار: «مقاتل مُتهم متروك الحديث، وكان يتكلم في الصفات بما لا يحل الرواية عنه».
وقال أحمد بن حنبل: «مقاتل بن سليمان صاحب التفسير ما يعجبني أن أروي عنه شيئاً». وقال أبو حاتم الرازي: «هو متروك الحديث». ونقل عن البخاري أن مقاتل لا شيء البتة أما الذهبي فذكر أن العلماء أجمعوا على تركه.

### في التفسير
ذكر أنه كان من أوعية العلم بحراً في التفسير، ويعد من المفسرين الأوائل الذين ضلعوا في إدخال الإسرائيليات التي حملت شيئاً كثيراً من التجسيم، وقد أجمع مؤرخو المقالات على أنه كان من المشبهة والمجسمة. ويُنسب لابن حبان ـ كما في ترجمة مقاتل من تهذيب الكمال للمزّي ـ أنه قال: «كان مقاتل يأخذ عن اليهود والنصارى علم القرآن الذي يوافق كتبهم، وكان مشبّهاً يشبّه الرب عزّ وجل بالمخلوقين، وكان يكذب مع ذلك في الحديث». يقول عنه علي سامي النشار في «نشأة الفكر الفلسفي في الإسلام»: «قد اختلفت الأنظار فيه: فذُكر أنه كان مفسراً سنياً، وقيل إنه مفسر زيدي، واعتبره الشافعي أكبر مفسر، وأن الناس عيال في التفسير عليه، ولعنه أبو حنيفة. وأجمعت الكتب على أنه كان مشبهاً ومجسماً، وأنه أخذ من علم اليهود والنصارى ما يوافقه لتدعيم تفسيره المشبهي والمجسمي للقرآن، وأنه كان ضعيفاً في الحديث، وأنه قبل الحشو وضمّنه مذهبه».
وقد ذكره السيوطي في تفسيره «الدر المنثور» في آخر تفسير سورة الناس، في أثناء كلامه عن تفاسير ضعفاء التابعين ومن بعدهم فقال: «ومنها تفسير مقاتل بن سليمان وقد نسبوه إلى الكذب. وقال الشافعي رضي الله عنه: مقاتل قاتله الله تعالى. وإنما قال الشافعي رضي الله عنه فيه ذلك لأنه اشتهر عنه القول بالتجسيم». واعتمد أبو الحسين الملطي على مقاتل بن سليمان في التفسير وأخذ عنه وأثنى عليه في كتابه «التنبيه والرد على أهل الأهواء والبدع» ومقاتل يبدو في كتبه صاحب اطلاع وحجة قوية في تفسير متشابه القرآن وحل مشاكله.